# Zauberschale

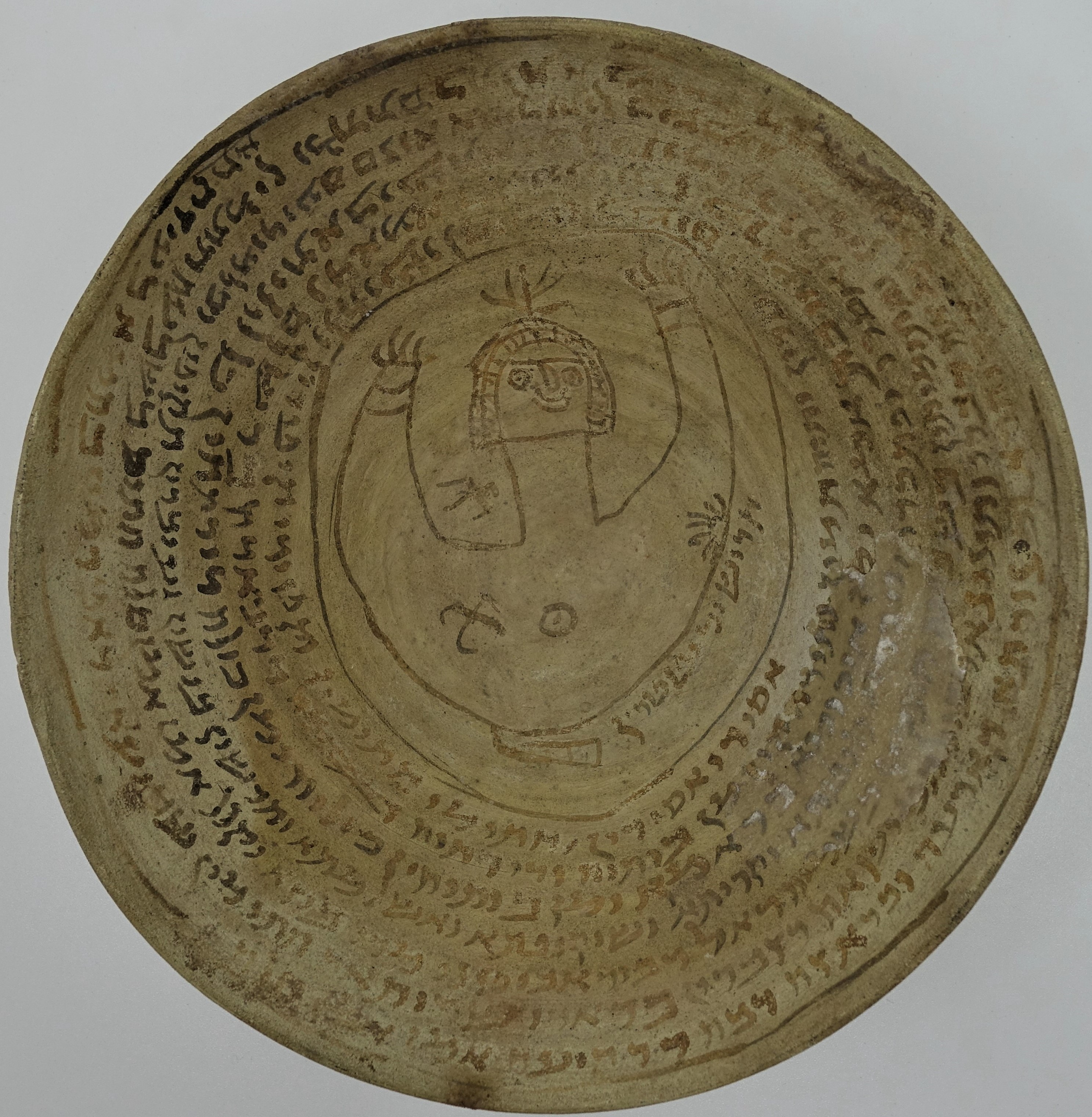
Zauberschale aus Mesopotamien, datiert zwischen 400 und 800, in der Sammlung des Jüdischen Museums der Schweiz.

Bei spätantiken Zauberschalen handelt es sich um keramische Artefakte aus dem 5.–7. nachchristlichen Jahrhundert, wie sie häufig bei archäologischen Grabungen in über siebzig Fundstellen im Irak und im Iran gefunden wurden. Einzelfunde stammen auch aus der  Dschazīra in Syrien.
Diese Zauberschalen finden sich meist mit der Öffnung nach unten unter der Türschwelle eines Hauses, seltener vergraben unter den vier Hausecken oder unter Höfen bzw. Tierbehausungen sowie in Gräbern. Oft wurde für jeden Hausbewohner eine eigene Zauberschale vergraben.
Sie enthalten meist konzentrisch angeordnete, mit Tinte geschriebene Beschwörungsformeln in diversen ostaramäischen Dialekten und bildhafte Dämonendarstellungen, die von den Beschwörungsformeln eingerahmt werden und mittels dieser Zaubertexte gebannt werden sollen. Oft handelt es sich um diverse Erscheinungen und Ausprägungen der altorientalischen Dämonin Lilith, u. a. als Wüstenbewohnerin (Jesaja 34,14), die u. a. für die Kindersterblichkeit verantwortlich gemacht wird. Daneben sind häufiger biblische Zitate in Hebräisch aus dem Alten Testament oder auch aramäische Übersetzungen aus dem Targum Onkelos und Targum Jonathan belegt, deren Sprachtyp viele der Zaubertexte in aramäischer Quadratschrift zeigen.
Typologisch handelt es sich bei diesem Brauch möglicherweise um eine Variante der jüdischen Mesusa.